# Claudio Bruzual Serra
Claudio Bruzual Serra (Cumaná. estado Sucre, Venezuela, 12 de mayo de 1859 - Caracas, Venezuela, 13 de junio de 1903) fue un abogado y político venezolano graduado en la Universidad Central de Venezuela en 1884 con el título de doctor en Ciencias Políticas. Desarrolló su actividad profesional en frecuentes incursiones en la política nacional. Se le llegó a considerar uno de los más hábiles litigantes y concienzudos jurisconsultos de Caracas. 

## Biografía
Fue hijo de Claudio Bruzual Maza y de Josefina Serra Ruiz. Su prestigio comenzó con la importante empresa alemana del Gran Ferrocarril de Venezuela que lo contactó para realizar diversos trabajos. En el segundo gobierno del general Joaquín Crespo fue destacado como ministro tres veces, desempeñando las carteras de Obras Públicas, Fomento y Hacienda y Crédito Público. 
Fue nombrado comisionado presidencial para negociar el empréstito venezolano de 1896, contratado por Disconto Gesellschaft de Berlín. Pero esto desató una tempestad política y se vio cuestionada su actuación como comisionado. En 1897, siendo ministro de Hacienda y Crédito Público, su nombre fue mencionado varias veces para la candidatura a la presidencia de la república y fue idea de la esposa de Crespo, Jacinta Parejo. Pero al imponerse a la candidatura Ignacio Andrade, esto ocasionó el retiro temporal de Bruzual del escenario político. Entre 1898 y 1900 fue ministro plenipotenciario de Venezuela en Francia y Alemania. Años después, regresó al país y participó en la Revolución Libertadora y esto le ocasionó su encarcelamiento en el gobierno de Cipriano Castro hasta 1903. Fue entregado a sus familiares antes de morir por causa a una tuberculosis avanzada que contrajo en la prisión. 